# Dragojlo Dudić
 (mars 2016).
Si vous disposez d'ouvrages ou d'articles de référence ou si vous connaissez des sites web de qualité traitant du thème abordé ici, merci de compléter l'article en donnant les références utiles à sa vérifiabilité et en les liant à la section « Notes et références ».
Dragojlo Dudić (en serbe cyrillique : Драгојло Дудић ; né le 9 décembre 1887 à Klinci près de Valjevo - mort le 29 novembre 1941 à Mačkat)) était un agriculteur, écrivain et révolutionnaire yougoslave. Il a combattu aux côtés des Partisans communistes de Tito et a reçu le titre de Héros national de la Yougoslavie.

## Biographie
Dragojlo Dudić est né le 9 décembre 1887 à Klinci, près de Valjevo. Il était issu d'une riche famille patriarcale, où l'on considérait que l'instruction jouait un rôle important ; il apprit ainsi à lire et à écrire et devint ainsi un des membres les plus influents de son canton. Il apprit également l'anglais alors qu'il était infirmier en Angleterre.
Dragojlo Dudić effectua son service militaire en 1909 puis il participa aux guerres balkaniques en tant que médecin militaire, avec les grades de caporal puis de sergent. Il participa également à la Première Guerre mondiale et, après le repli de l'armée serbe à travers l'Albanie en 1915 et les combats du front de Salonique, il prit de plus en plus à son compte les idées de la gauche sociale. En 1919, il devint membre du Parti socialiste ouvrier de Yougoslavie (en serbe : Socijalistička radnička partija Jugoslavije), dirigé par les communistes.
En 1920, Dudić organisa le parti dans son village et, entre 1923 et 1925, il fut plusieurs fois candidat à la députation. Il fut membre du comité local du Parti communiste de Yougoslavie (KPJ) pour Valjevo et membre du comité provincial du KJP pour la Serbie jusqu'en 1940. Entre les deux guerres mondiales, il travailla dans plusieurs journaux ou revues, comme Politika, Radničke novine, Rad, Narodna pravda ou Za plugom.
En juillet 1941, après l'invasion de la Serbie par les puissances de l'Axe, il organisa la résistance dans l'ouest du pays, formant les troupes partisanes de la Kolubara, puis il commanda le Détachement des Partisans de Valjevo (Valjevski partizanski odred) et, en novembre 1941, il fut élu au Comité principal de libération nationale de la Serbie (Glavni Narodnooslobodilački odbor Srbije). De septembre à novembre 1941, Dragojlo Dudić fut le président de l'éphémère République d’Užice qui, pendant quelques mois à l'automne 1941, constitua un territoire yougoslave libéré de l'occupation nazie. Dragojlo Dudić mourut au combat le 29 novembre 1941 près de Mačkat, dans les monts Zlatibor.

## Honneur
Dragojlo Dudić a reçu le titre de Héros national de la Yougoslavie le 14 décembre 1949.

## Famille
La famille de Dragojlo Dudić a été engagée dans la lutte de libération nationale de la Serbie et, notamment, son fils Miloš, mort en 1943, qui a lui aussi reçu le titre de Héros national de la Yougoslavie. Sa fille Persa est morte à Auschwitz ; sa femme Stevka et sa fille Zorka ont été internées au camp de concentration de Banjica.